# Gerard Martín
Gerard Martín Langreo (Esplugues de Llobregat, 26 de fevereiro de 2002) é um futebolista espanhol que atua como lateral-esquerdo. Atualmente, joga pelo Barcelona.

## Vida pregressa
Nascido em Esplugues de Llobregat, Martín se mudou com sua família para Sant Andreu de la Barca com 5 anos de idade.

## Carreira
Em 2023, Martín assinou com o Barcelona B, onde foi descrito como um dos principais jogadores defensivos. Em 17 de agosto de 2024, ele fez sua estreia pelo Barcelona na La Liga, substituindo Alejandro Balde na vitória por 2–1 sobre o Valencia.
Em 2 de março de 2025, Martín marcou seu primeiro gol profissional após um cruzamento de Dani Olmo na vitória por 4–0 sobre a Real Sociedad no Estádio Olímpico Lluís Companys, partida válida pela La Liga.

## Títulos
Barcelona
- La Liga: 2024–25
- Copa del Rey: 2024–25
- Supercopa da Espanha: 2025